# Glavat (Mljet)
Glavat je majhen nenaseljen otoček v Jadranskem morju. Pripada Hrvaški.
Otoček Glavat leži v Narodnem parku Mljet zahodno od rta Glavat pred severno obalo Mljeta. Od istoimenskega rta je oddaljen okoli 0,6 km. Njegova površina meri 0,081 km². Dolžina obalnega pasu je 1,49 km. Najvišji vrh je visok 46 mnm.